# Dan Klecko
Dan Klecko (Chester, 12 de janeiro de 1981) é um jogador profissional de futebol americano estadunidense que foi campeão da temporada de 2006 da National Football League jogando pelo Indianapolis Colts.